# Islas Borrachas
Las islas Borrachas son un archipiélago del mar Caribe conformado por tres islas principales y varios islotes menores que pertenecen a Venezuela. Están ubicadas al norte del Estado Anzoátegui, al oeste de las islas Chimanas y Noroeste de Puerto La Cruz. Desde el 19 de diciembre de 1973 bajo el decreto N.º 1.534 pertenecen al Parque nacional Mochima.
Isla Borracha cuenta con 56 viviendas de madera y habitan 95 familias, está población data de hace más de 60 años, sus playas son de aguas azules turquesa, se llega a ellas a través de lanchas que salen desde tierra firme.

## Islas integrantes
Las islas Borrachas están formadas por 3 islas principales y otras menores:
- La Borracha.
- El Borracho.
- Los Borrachitos.
- y varios islotes menores: El Lobo, El cangrejo, Caribe, Cachua y los Beatos.

## Política
Están registrados como Consejo Comunal llamado Isla La borracha y pertenece a la comuna Alberto Lovera del municipio Licenciado Diego Bautista Urbaneja, de la ciudad de Lechería, Estado Anzoátegui, Venezuela.